# Жаборич
Жаборич (хорв. Žaborić) — населений пункт у Хорватії, у Шибеницько-Книнській жупанії у складі міста Шибеник.

## Населення
Населення за даними перепису 2011 року становило 479 осіб.
Динаміка чисельності населення поселення:

## Клімат
Середня річна температура становить 15,74 °C, середня максимальна – 27,79 °C, а середня мінімальна – 4,22 °C. Середня річна кількість опадів – 696 мм.
| Клімат поселення                              | Клімат поселення | Клімат поселення | Клімат поселення | Клімат поселення | Клімат поселення | Клімат поселення | Клімат поселення | Клімат поселення | Клімат поселення | Клімат поселення | Клімат поселення | Клімат поселення | Клімат поселення |
| Показник                                      | Січ.             | Лют.             | Бер.             | Квіт.            | Трав.            | Черв.            | Лип.             | Серп.            | Вер.             | Жовт.            | Лист.            | Груд.            |                  |
| Середній максимум, °C                         | 12,28            | 12,22            | 13,99            | 17,21            | 22,03            | 25,89            | 27,79            | 27,48            | 23,61            | 20,03            | 15,48            | 12,59            |                  |
| Середня температура, °C                       | 8,29             | 8,21             | 9,96             | 13,23            | 18,02            | 21,89            | 24,84            | 24,53            | 20,65            | 17,07            | 12,52            | 9,64             |                  |
| Середній мінімум, °C                          | 4,28             | 4,22             | 5,97             | 9,22             | 14,04            | 17,89            | 21,88            | 21,56            | 17,69            | 14,11            | 9,58             | 6,69             |                  |
| Норма опадів, мм                              | 64               | 55               | 59               | 62               | 47               | 46               | 24               | 39               | 67               | 74               | 86               | 73               |                  |
| Середньомісячна швидкість вітру, м/с          | 3.18             | 3.32             | 3.43             | 3.23             | 2.83             | 2.60             | 2.63             | 2.50             | 2.79             | 2.93             | 3.54             | 3.44             |                  |
| Середньомісячна сонячна радіація, кДж/м²·день | 5417             | 8147             | 11979            | 16691            | 20776            | 23341            | 24916            | 21871            | 16214            | 10453            | 5887             | 4576             |                  |
| --------------------------------------------- | ---------------- | ---------------- | ---------------- | ---------------- | ---------------- | ---------------- | ---------------- | ---------------- | ---------------- | ---------------- | ---------------- | ---------------- | ---------------- |
| Джерело:                                      |                  |                  |                  |                  |                  |                  |                  |                  |                  |                  |                  |                  |                  |